# Interlands Pools voetbalelftal 1960-1969
Deze pagina toont een chronologisch en gedetailleerd overzicht van de interlands die het Pools voetbalelftal heeft gespeeld in de periode 1960 – 1969.

## Interlands

### 1960
|                                                                    |                               |       |                                                               |                                                                                 |
| 4 mei Vriendschappelijk № 152 «onderlinge duels» 19:00 uur (UTC+1) | Schotland                     | 2 – 3 | Polen                                                         | Hampden Park, Glasgow Toeschouwers: 29.643 Scheidsrechter: Arthur Holland (ENG) |
| 4 mei Vriendschappelijk № 152 «onderlinge duels» 19:00 uur (UTC+1) | Denis Law 24' Ian St John 47' |       | 12' Krzysztof Baszkiewicz 29' Lucjan Brychczy 60' Ernest Pohl | Hampden Park, Glasgow Toeschouwers: 29.643 Scheidsrechter: Arthur Holland (ENG) |

|                                                                     |                                                                                                   |       |                        |                                                                                         |
| 19 mei Vriendschappelijk № 153 «onderlinge duels» 19:30 uur (UTC+3) | Sovjet-Unie                                                                                       | 7 – 1 | Polen                  | Centraal Leninstadion, Moskou Toeschouwers: 85.000 Scheidsrechter: Kostadin Dinov (BUL) |
| 19 mei Vriendschappelijk № 153 «onderlinge duels» 19:30 uur (UTC+3) | Valentin Ivanov 4', 87' Valentin Boeboekin 8' Viktor Ponedelnik 14', 86', 90' Slava Metreveli 24' |       | 83' (pen.) Ernest Pohl | Centraal Leninstadion, Moskou Toeschouwers: 85.000 Scheidsrechter: Kostadin Dinov (BUL) |

|                                                                      |                                                                       |       |           |                                                                                |
| 26 juni Vriendschappelijk № 154 «onderlinge duels» 18:30 uur (UTC+2) | Polen                                                                 | 4 – 0 | Bulgarije | Śląskistadion, Chorzów Toeschouwers: 25.000 Scheidsrechter: István Zsolt (HUN) |
| 26 juni Vriendschappelijk № 154 «onderlinge duels» 18:30 uur (UTC+2) | Roman Lentner 8' Manol Manolov 31' (e.d.) Stanisław Hachorek 76', 79' |       |           | Śląskistadion, Chorzów Toeschouwers: 25.000 Scheidsrechter: István Zsolt (HUN) |

| Olympische Spelen 1960 |
| ---------------------- |

|                                                                          |                  |       |                                                          |                                                                          |
| 26 augustus Vriendschappelijk № 155 «onderlinge duels» 16:00 uur (UTC+1) | Tunesië          | 1 – 6 | Polen                                                    | Stadio Flaminio, Rome Toeschouwers: 5.873 Scheidsrechter: Lo Bello (ITA) |
| 26 augustus Vriendschappelijk № 155 «onderlinge duels» 16:00 uur (UTC+1) | Brahim Kerrit 3' |       | 7', 40', 42', 84', 89' Ernst Pohl 67' Stanisław Hachorek | Stadio Flaminio, Rome Toeschouwers: 5.873 Scheidsrechter: Lo Bello (ITA) |

|                                                                                  |                                      |       |                     |                                                                                     |
| 29 augustus Olympische Spelen Groep 3 № 156 «onderlinge duels» 21:00 uur (UTC+1) | Denemarken                           | 2 – 1 | Polen               | Stadio Ardenza, Livorno Toeschouwers: 5.574 Scheidsrechter: Concetto Lo Bello (ITA) |
| 29 augustus Olympische Spelen Groep 3 № 156 «onderlinge duels» 21:00 uur (UTC+1) | Harald Nielsen 15' Poul Pedersen 86' |       | 62' Zygmunt Gadecki | Stadio Ardenza, Livorno Toeschouwers: 5.574 Scheidsrechter: Concetto Lo Bello (ITA) |

|  |  |  |  |  |  |  |  |  |

|                                                                           |                                          |       |                                          |                                                                                          |
| 29 september Vriendschappelijk № 157 «onderlinge duels» 16:30 uur (UTC+2) | Polen                                    | 2 – 2 | Frankrijk                                | Stadion Dziesięciolecia, Warschau Toeschouwers: 55.000 Scheidsrechter: Živko Bajić (YUG) |
| 29 september Vriendschappelijk № 157 «onderlinge duels» 16:30 uur (UTC+2) | Marian Norkowski 43' Eugeniusz Faber 65' |       | 84' Roland Guillas 89' Maryan Wisniewski | Stadion Dziesięciolecia, Warschau Toeschouwers: 55.000 Scheidsrechter: Živko Bajić (YUG) |

|                                                                          |                                                               |       |                 |                                                                                  |
| 13 november Vriendschappelijk № 158 «onderlinge duels» 14:00 uur (UTC+1) | Hongarije                                                     | 4 – 1 | Polen           | Népstadion, Boedapest Toeschouwers: 40.000 Scheidsrechter: Werner Bergmann (DDR) |
| 13 november Vriendschappelijk № 158 «onderlinge duels» 14:00 uur (UTC+1) | Tivadar Monostori 20', 38' János Göröcs 65' Károly Sándor 70' |       | 50' Ernest Pohl | Népstadion, Boedapest Toeschouwers: 40.000 Scheidsrechter: Werner Bergmann (DDR) |

### 1961
|                                                                     |                        |       |             |                                                                                              |
| 21 mei Vriendschappelijk № 159 «onderlinge duels» 17:30 uur (UTC+2) | Polen                  | 1 – 0 | Sovjet-Unie | Stadion Dziesięciolecia, Warschau Toeschouwers: 70.000 Scheidsrechter: Vilmos Kösztner (HUN) |
| 21 mei Vriendschappelijk № 159 «onderlinge duels» 17:30 uur (UTC+2) | Ernest Pohl 73' (pen.) |       |             | Stadion Dziesięciolecia, Warschau Toeschouwers: 70.000 Scheidsrechter: Vilmos Kösztner (HUN) |

|                                                                        |                                                  |       |                     |                                                                                        |
| 4 juni WK 1962 kwalificatie № 160 «onderlinge duels» 17:00 uur (UTC+1) | Joegoslavië                                      | 2 – 1 | Polen               | JNA Stadion, Belgrado Toeschouwers: 30.000 Scheidsrechter: Dimosthenis Stathatos (GRE) |
| 4 juni WK 1962 kwalificatie № 160 «onderlinge duels» 17:00 uur (UTC+1) | Tomislav Kaloperović 42' (pen.) Boris Kostić 49' |       | 65' Lucjan Brychczy | JNA Stadion, Belgrado Toeschouwers: 30.000 Scheidsrechter: Dimosthenis Stathatos (GRE) |

|                                                                         |                 |       |                |                                                                                  |
| 25 juni WK 1962 kwalificatie № 161 «onderlinge duels» 18:30 uur (UTC+2) | Polen           | 1 – 1 | Joegoslavië    | Śląskistadion, Chorzów Toeschouwers: 57.000 Scheidsrechter: Václav Korelus (TCH) |
| 25 juni WK 1962 kwalificatie № 161 «onderlinge duels» 18:30 uur (UTC+2) | Jan Schmidt 29' |       | 1' Milan Galić | Śląskistadion, Chorzów Toeschouwers: 57.000 Scheidsrechter: Václav Korelus (TCH) |

|                                                                        |       |                                     |                |                                                                                          |
| 8 oktober Vriendschappelijk № 162 «onderlinge duels» 17:00 uur (UTC+1) | Polen | 0 – 2                               | West-Duitsland | Wojska Polskiegostadion, Warschau Toeschouwers: 25.000 Scheidsrechter: Karol Galba (TCH) |
| 8 oktober Vriendschappelijk № 162 «onderlinge duels» 17:00 uur (UTC+1) |       | 19' Albert Brülls 65' Helmut Haller |                | Wojska Polskiegostadion, Warschau Toeschouwers: 25.000 Scheidsrechter: Karol Galba (TCH) |

|                                                                         |                                               |       |                  |                                                                                 |
| 22 oktober Vriendschappelijk № 163 «onderlinge duels» 12:00 uur (UTC+1) | Polen                                         | 3 – 1 | DDR              | Olympiastadion, Wrocław Toeschouwers: 20.000 Scheidsrechter: Andor Dorogi (HUN) |
| 22 oktober Vriendschappelijk № 163 «onderlinge duels» 12:00 uur (UTC+1) | Roman Lentner 70' Ernest Pohl 83' (pen.), 90' |       | 74' Dieter Erler | Olympiastadion, Wrocław Toeschouwers: 20.000 Scheidsrechter: Andor Dorogi (HUN) |

|                                                                         |                                                                      |       |            |                                                                               |
| 5 november Vriendschappelijk № 164 «onderlinge duels» 12:00 uur (UTC+1) | Polen                                                                | 5 – 0 | Denemarken | Śląskistadion, Chorzów Toeschouwers: 12.000 Scheidsrechter: Živko Bajić (YUG) |
| 5 november Vriendschappelijk № 164 «onderlinge duels» 12:00 uur (UTC+1) | Ernest Pohl 21', 48', 90' (pen.) Norbert Gajda 40' Norbert Gajda 75' |       |            | Śląskistadion, Chorzów Toeschouwers: 12.000 Scheidsrechter: Živko Bajić (YUG) |

### 1962
|                                                                       |                         |       |                                                       |                                                                                    |
| 11 april Vriendschappelijk № 165 «onderlinge duels» 19:30 uur (UTC+1) | Frankrijk               | 1 – 3 | Polen                                                 | Parc des Princes, Parijs Toeschouwers: 16.698 Scheidsrechter: Pietro Bonetto (ITA) |
| 11 april Vriendschappelijk № 165 «onderlinge duels» 19:30 uur (UTC+1) | Héctor De Bourgoing 25' |       | 33' Ernest Pohl 43' Roman Lentner 77' Lucjan Brychczy | Parc des Princes, Parijs Toeschouwers: 16.698 Scheidsrechter: Pietro Bonetto (ITA) |

|                                                                     |         |       |                                                           |                                                                                      |
| 15 april Vriendschappelijk № 166 «onderlinge duels» 18:00 uur (UTC) | Marokko | 1 – 3 | Polen                                                     | Stade d'Honneur, Casablanca Toeschouwers: 15.000 Scheidsrechter: Iginio Rigato (ITA) |
| 15 april Vriendschappelijk № 166 «onderlinge duels» 18:00 uur (UTC) | ?       |       | 49' Engelbert Jarek 74' Erwin Wilczek 81' Lucjan Brychczy | Stade d'Honneur, Casablanca Toeschouwers: 15.000 Scheidsrechter: Iginio Rigato (ITA) |

|                                                                     |                                      |       |        |                                                                                            |
| 23 mei Vriendschappelijk № 167 «onderlinge duels» 17:00 uur (UTC+2) | Polen                                | 2 – 0 | België | Stadion Dziesięciolecia, Warschau Toeschouwers: 65.000 Scheidsrechter: Lajos Horváth (HUN) |
| 23 mei Vriendschappelijk № 167 «onderlinge duels» 17:00 uur (UTC+2) | Roman Lentner 7' Lucjan Brychczy 72' |       |        | Stadion Dziesięciolecia, Warschau Toeschouwers: 65.000 Scheidsrechter: Lajos Horváth (HUN) |

|                                                                          |       |                                         |           |                                                                                       |
| 2 september Vriendschappelijk № 168 «onderlinge duels» 17:00 uur (UTC+2) | Polen | 0 – 2                                   | Hongarije | Stadion im. 22 lipca, Poznań Toeschouwers: 40.000 Scheidsrechter: Ivan Lukyanov (URS) |
| 2 september Vriendschappelijk № 168 «onderlinge duels» 17:00 uur (UTC+2) |       | 11' (pen.) Lajos Tichy 39' János Göröcs |           | Stadion im. 22 lipca, Poznań Toeschouwers: 40.000 Scheidsrechter: Ivan Lukyanov (URS) |

|                                                                           |               |       |                                         |                                                                                                 |
| 30 september Vriendschappelijk № 169 «onderlinge duels» 16:00 uur (UTC+2) | Bulgarije     | 2 – 1 | Polen                                   | Vasil Levski Nationaal Stadion, Sofia Toeschouwers: 40.000 Scheidsrechter: Giuseppe Adami (ITA) |
| 30 september Vriendschappelijk № 169 «onderlinge duels» 16:00 uur (UTC+2) | Todor Diev 8' |       | 19' Eugeniusz Faber 22' Viden Apostolov | Vasil Levski Nationaal Stadion, Sofia Toeschouwers: 40.000 Scheidsrechter: Giuseppe Adami (ITA) |

|                                                                            |       |                                      |               |                                                                               |
| 10 oktober EK 1964 kwalificatie № 170 «onderlinge duels» 18:00 uur (UTC+1) | Polen | 0 – 2                                | Noord-Ierland | Śląskistadion, Chorzów Toeschouwers: 31.496 Scheidsrechter: Bertil Lööw (SWE) |
| 10 oktober EK 1964 kwalificatie № 170 «onderlinge duels» 18:00 uur (UTC+1) |       | 17' Derek Dougan 54' Billy Humphries |               | Śląskistadion, Chorzów Toeschouwers: 31.496 Scheidsrechter: Bertil Lööw (SWE) |

|                                                                         |                   |       |         |                                                                                          |
| 11 oktober Vriendschappelijk № 171 «onderlinge duels» 18:30 uur (UTC+1) | Polen             | 1 – 1 | Marokko | Wojska Polskiegostadion, Warschau Toeschouwers: 17.000 Scheidsrechter: Milan Fencl (TCH) |
| 11 oktober Vriendschappelijk № 171 «onderlinge duels» 18:30 uur (UTC+1) | Erwin Wilczek 61' |       | ?       | Wojska Polskiegostadion, Warschau Toeschouwers: 17.000 Scheidsrechter: Milan Fencl (TCH) |

|                                                                         |                                |       |                   |                                                                                       |
| 28 oktober Vriendschappelijk № 172 «onderlinge duels» 14:30 uur (UTC+1) | Tsjecho-Slowakije              | 2 – 1 | Polen             | Tehelné pole, Bratislava Toeschouwers: 20.000 Scheidsrechter: Dimitar Rumenchev (BUL) |
| 28 oktober Vriendschappelijk № 172 «onderlinge duels» 14:30 uur (UTC+1) | Jan Lála 39' Adolf Scherer 43' |       | 87' Roman Lentner | Tehelné pole, Bratislava Toeschouwers: 20.000 Scheidsrechter: Dimitar Rumenchev (BUL) |

|                                                                           |                                 |       |       |                                                                               |
| 28 november EK 1964 kwalificatie № 173 «onderlinge duels» 19:45 uur (UTC) | Noord-Ierland                   | 2 – 0 | Polen | Windsor Park, Belfast Toeschouwers: 28.833 Scheidsrechter: Othmar Huber (SUI) |
| 28 november EK 1964 kwalificatie № 173 «onderlinge duels» 19:45 uur (UTC) | Johnny Crossan 9' Billy Bingham |       |       | Windsor Park, Belfast Toeschouwers: 28.833 Scheidsrechter: Othmar Huber (SUI) |

### 1963
|                                                                     |                                 |       |                                                                                     |                                                                                |
| 15 mei Vriendschappelijk № 174 «onderlinge duels» 19:00 uur (UTC+2) | Noorwegen                       | 2 – 5 | Polen                                                                               | Ullevaalstadion, Oslo Toeschouwers: 25.000 Scheidsrechter: Curt Liedberg (SWE) |
| 15 mei Vriendschappelijk № 174 «onderlinge duels» 19:00 uur (UTC+2) | John Krogh 9' Arne Pedersen 59' |       | 15' Józef Gałeczka 30', 81' Eugeniusz Faber 52' Lucjan Brychczy 75' Lucjan Brychczy | Ullevaalstadion, Oslo Toeschouwers: 25.000 Scheidsrechter: Curt Liedberg (SWE) |

|                                                                     |                                                  |       |             |                                                                                              |
| 22 mei Vriendschappelijk № 175 «onderlinge duels» 17:30 uur (UTC+1) | Polen                                            | 4 – 0 | Griekenland | Stadion Dziesięciolecia, Warschau Toeschouwers: 30.000 Scheidsrechter: Alojz Obtulovič (TCH) |
| 22 mei Vriendschappelijk № 175 «onderlinge duels» 17:30 uur (UTC+1) | Lucjan Brychczy 17', 32' Józef Gałeczka 28', 51' |       |             | Stadion Dziesięciolecia, Warschau Toeschouwers: 30.000 Scheidsrechter: Alojz Obtulovič (TCH) |

|                                                                     |                     |       |                 |                                                                                   |
| 2 juni Vriendschappelijk № 176 «onderlinge duels» 18:00 uur (UTC+1) | Polen               | 1 – 1 | Roemenië        | Śląskistadion, Chorzów Toeschouwers: 40.000 Scheidsrechter: Werner Bergmann (DDR) |
| 2 juni Vriendschappelijk № 176 «onderlinge duels» 18:00 uur (UTC+1) | Eugeniusz Faber 88' |       | 64' Iuliu Haidu | Śląskistadion, Chorzów Toeschouwers: 40.000 Scheidsrechter: Werner Bergmann (DDR) |

|                                                                          | |       |           |                                                                                         |
| 4 september Vriendschappelijk № 177 «onderlinge duels» 17:00 uur (UTC+2) | Polen | 9 – 0 | Noorwegen | Stadion Miejski, Szczecin Toeschouwers: 25.114 Scheidsrechter: Konstantin Zečević (YUG) |
| 4 september Vriendschappelijk № 177 «onderlinge duels» 17:00 uur (UTC+2) | Zygfryd Szołtysik 10', 67' Eugeniusz Faber 19', 80' Włodzimierz Lubański 34' Józef Gałeczka 73' Bernard Blaut 74' Roman Bazan 79', 85' |       |           | Stadion Miejski, Szczecin Toeschouwers: 25.114 Scheidsrechter: Konstantin Zečević (YUG) |

|                                                                           |       |       |         |                                                                                               |
| 22 september Vriendschappelijk № 178 «onderlinge duels» 16:00 uur (UTC+2) | Polen | 0 – 0 | Turkije | Stadion im. 22 lipca, Poznań Toeschouwers: 52.000 Scheidsrechter: Dimitrios Wlachojanis (AUT) |
| 22 september Vriendschappelijk № 178 «onderlinge duels» 16:00 uur (UTC+2) |       |       |         | Stadion im. 22 lipca, Poznań Toeschouwers: 52.000 Scheidsrechter: Dimitrios Wlachojanis (AUT) |

|                                                                         |                                                                     |       |                    |                                                                                          |
| 16 oktober Vriendschappelijk № 179 «onderlinge duels» 15:30 uur (UTC+2) | Griekenland                                                         | 3 – 1 | Polen              | Leoforos Alexandrasstadion, Athene Toeschouwers: 20.268 Scheidsrechter: Faruk Talu (TUR) |
| 16 oktober Vriendschappelijk № 179 «onderlinge duels» 15:30 uur (UTC+2) | Takis Loukanidis 7' Giorgos Sideris 21' (pen.) Giorgos Petridis 66' |       | 58' Jerzy Musiałek | Leoforos Alexandrasstadion, Athene Toeschouwers: 20.268 Scheidsrechter: Faruk Talu (TUR) |

### 1964
|                                                                     |                                                           |       |                   |                                                                              |
| 10 mei Vriendschappelijk № 180 «onderlinge duels» 11:00 uur (UTC+1) | Polen                                                     | 3 – 1 | Ierland           | Stadion Wisły, Krakau Toeschouwers: 35.000 Scheidsrechter: Karl Kainer (AUT) |
| 10 mei Vriendschappelijk № 180 «onderlinge duels» 11:00 uur (UTC+1) | Eugeniusz Faber 25' Jerzy Wilim 64' Zygfryd Szołtysik 76' |       | 35' Paddy Ambrose | Stadion Wisły, Krakau Toeschouwers: 35.000 Scheidsrechter: Karl Kainer (AUT) |

|                                                                           |                      |       |                   |                                                                                                 |
| 13 september Vriendschappelijk № 181 «onderlinge duels» 12:00 uur (UTC+2) | Polen                | 2 – 1 | Tsjecho-Slowakije | Stadion Dziesięciolecia, Warschau Toeschouwers: 50.000 Scheidsrechter: Nicolae Mihăilescu (ROU) |
| 13 september Vriendschappelijk № 181 «onderlinge duels» 12:00 uur (UTC+2) | Ernest Pohl 25', 53' |       | 28' Václav Mašek  | Stadion Dziesięciolecia, Warschau Toeschouwers: 50.000 Scheidsrechter: Nicolae Mihăilescu (ROU) |

|                                                                           |                                  |       |                                                       |                                                                                               |
| 27 september Vriendschappelijk № 182 «onderlinge duels» 16:00 uur (UTC+3) | Turkije                          | 2 – 3 | Polen                                                 | Mithatpaşa Stadyumu, Istanbul Toeschouwers: 32.149 Scheidsrechter: Francesco Francescon (ITA) |
| 27 september Vriendschappelijk № 182 «onderlinge duels» 16:00 uur (UTC+3) | Aydın Yelken 15' Metin Oktay 78' |       | 8' Włodzimierz Lubański 41' Jan Banaś 49' Ernest Pohl | Mithatpaşa Stadyumu, Istanbul Toeschouwers: 32.149 Scheidsrechter: Francesco Francescon (ITA) |

|                                                                        |                                                       |       |                                      |                                                                                     |
| 7 oktober Vriendschappelijk № 183 «onderlinge duels» 19:45 uur (UTC+1) | Zweden                                                | 3 – 3 | Polen                                | Råsundastadion, Solna Toeschouwers: 9.941 Scheidsrechter: Aleksandr Menshikov (URS) |
| 7 oktober Vriendschappelijk № 183 «onderlinge duels» 19:45 uur (UTC+1) | Hartwig Öberg 2' Roger Magnusson 6' Bosse Larsson 47' |       | 13' Ernest Pohl 22', 30' Jan Liberda | Råsundastadion, Solna Toeschouwers: 9.941 Scheidsrechter: Aleksandr Menshikov (URS) |

|                                                                       |                                        |       |                                          |                                                                                 |
| 25 oktober Vriendschappelijk № 184 «onderlinge duels» 15:30 uur (UTC) | Ierland                                | 3 – 2 | Polen                                    | Dalymount Park, Dublin Toeschouwers: 42.000 Scheidsrechter: Bill Clements (ENG) |
| 25 oktober Vriendschappelijk № 184 «onderlinge duels» 15:30 uur (UTC) | Andy McEvoy 26', 81' Jackie Mooney 82' |       | 19' Włodzimierz Lubański 21' Ernest Pohl | Dalymount Park, Dublin Toeschouwers: 42.000 Scheidsrechter: Bill Clements (ENG) |

### 1965
|                                                                      |        |       |       |                                                                                 |
| 7 april Vriendschappelijk № 185 «onderlinge duels» 19:30 uur (UTC+1) | België | 0 – 0 | Polen | Heizelstadion, Brussel Toeschouwers: 3.675 Scheidsrechter: Bobby Davidson (SCO) |
| 7 april Vriendschappelijk № 185 «onderlinge duels» 19:30 uur (UTC+1) |        |       |       | Heizelstadion, Brussel Toeschouwers: 3.675 Scheidsrechter: Bobby Davidson (SCO) |

|                                                                          |       |       |        |                                                                                          |
| 18 april WK 1966 kwalificatie № 186 «onderlinge duels» 12:00 uur (UTC+1) | Polen | 0 – 0 | Italië | Stadion Dziesięciolecia, Warschau Toeschouwers: 31.045 Scheidsrechter: Piet Roomer (NED) |
| 18 april WK 1966 kwalificatie № 186 «onderlinge duels» 12:00 uur (UTC+1) |       |       |        | Stadion Dziesięciolecia, Warschau Toeschouwers: 31.045 Scheidsrechter: Piet Roomer (NED) |

|                                                                     |                 |       |                    |                                                                                 |
| 16 mei Vriendschappelijk № 187 «onderlinge duels» 17:00 uur (UTC+1) | Bulgarije       | 1 – 1 | Polen              | Stadion Wisły, Krakau Toeschouwers: 40.000 Scheidsrechter: Václav Korelus (TCH) |
| 16 mei Vriendschappelijk № 187 «onderlinge duels» 17:00 uur (UTC+1) | Ernest Pohl 68' |       | 70' Spiro Debarski | Stadion Wisły, Krakau Toeschouwers: 40.000 Scheidsrechter: Václav Korelus (TCH) |

|                                                                        |                   |       |               |                                                                                 |
| 23 mei WK 1966 kwalificatie № 188 «onderlinge duels» 18:00 uur (UTC+1) | Polen             | 1 – 1 | Schotland     | Śląskistadion, Chorzów Toeschouwers: 67.462 Scheidsrechter: Sergey Alimov (URS) |
| 23 mei WK 1966 kwalificatie № 188 «onderlinge duels» 18:00 uur (UTC+1) | Roman Lentner 52' |       | 76' Denis Law | Śląskistadion, Chorzów Toeschouwers: 67.462 Scheidsrechter: Sergey Alimov (URS) |

|                                                                              |                                      |       |       |                                                                                     |
| 26 september WK 1966 kwalificatie № 189 «onderlinge duels» 14:00 uur (UTC+2) | Finland                              | 2 – 0 | Polen | Olympisch Stadion, Helsinki Toeschouwers: 7.859 Scheidsrechter: Hans Granlund (NOR) |
| 26 september WK 1966 kwalificatie № 189 «onderlinge duels» 14:00 uur (UTC+2) | Juhani Peltonen 1' Semi Nuoranen 27' |       |       | Olympisch Stadion, Helsinki Toeschouwers: 7.859 Scheidsrechter: Hans Granlund (NOR) |

|                                                                            |                   |       |                                 |                                                                                  |
| 13 oktober WK 1966 kwalificatie № 190 «onderlinge duels» 19:30 uur (UTC+1) | Schotland         | 1 – 2 | Polen                           | Hampden Park, Glasgow Toeschouwers: 107.580 Scheidsrechter: Hasse Carlsson (SWE) |
| 13 oktober WK 1966 kwalificatie № 190 «onderlinge duels» 19:30 uur (UTC+1) | Billy McNeill 13' |       | 85' Ernest Pohl 87' Jerzy Sadek | Hampden Park, Glasgow Toeschouwers: 107.580 Scheidsrechter: Hasse Carlsson (SWE) |

|                                                                            |                                                                                                  |       |         |                                                                                      |
| 24 oktober WK 1966 kwalificatie № 191 «onderlinge duels» 12:00 uur (UTC+1) | Polen                                                                                            | 7 – 0 | Finland | Stadion Miejski, Szczecin Toeschouwers: 30.500 Scheidsrechter: Alojz Obtulovič (TCH) |
| 24 oktober WK 1966 kwalificatie № 191 «onderlinge duels» 12:00 uur (UTC+1) | Włodzimierz Lubański 19', 21', 24' Ernest Pohl 29' Jerzy Sadek 33', 79' Włodzimierz Lubański 41' |       |         | Stadion Miejski, Szczecin Toeschouwers: 30.500 Scheidsrechter: Alojz Obtulovič (TCH) |

|                                                                            |                                                                                    |       |                          |                                                                                  |
| 1 november WK 1966 kwalificatie № 192 «onderlinge duels» 14:45 uur (UTC+1) | Italië                                                                             | 6 – 1 | Polen                    | Olympisch Stadion, Rome Toeschouwers: 63.614 Scheidsrechter: Abraham Klein (ISR) |
| 1 november WK 1966 kwalificatie № 192 «onderlinge duels» 14:45 uur (UTC+1) | Alessandro Mazzola 5' Paolo Barison 25', 65', 87' Gianni Rivera 71' Bruno Mora 79' |       | 84' Włodzimierz Lubański | Olympisch Stadion, Rome Toeschouwers: 63.614 Scheidsrechter: Abraham Klein (ISR) |

### 1966
|                                                                      |                 |       |                 |                                                                                   |
| 5 januari Vriendschappelijk № 193 «onderlinge duels» 19:30 uur (UTC) | Engeland        | 1 – 1 | Polen           | Goodison Park, Liverpool Toeschouwers: 47.839 Scheidsrechter: Joseph Hannet (BEL) |
| 5 januari Vriendschappelijk № 193 «onderlinge duels» 19:30 uur (UTC) | Bobby Moore 74' |       | 43' Jerzy Sadek | Goodison Park, Liverpool Toeschouwers: 47.839 Scheidsrechter: Joseph Hannet (BEL) |

|                                                                    |                          |       |                 |                                                                                 |
| 3 mei Vriendschappelijk № 194 «onderlinge duels» 19:00 uur (UTC+1) | Polen                    | 1 – 1 | Hongarije       | Śląskistadion, Chorzów Toeschouwers: 95.000 Scheidsrechter: Bengt Lundell (SWE) |
| 3 mei Vriendschappelijk № 194 «onderlinge duels» 19:00 uur (UTC+1) | Włodzimierz Lubański 54' |       | 51' Ferenc Bene | Śląskistadion, Chorzów Toeschouwers: 95.000 Scheidsrechter: Bengt Lundell (SWE) |

|                                                                     |                       |       |                   |                                                                                 |
| 18 mei Vriendschappelijk № 195 «onderlinge duels» 17:00 uur (UTC+1) | Polen                 | 1 – 1 | Zweden            | Olympiastadion, Wrocław Toeschouwers: 45.000 Scheidsrechter: Vital Loraux (BEL) |
| 18 mei Vriendschappelijk № 195 «onderlinge duels» 17:00 uur (UTC+1) | Stanisław Oślizło 43' |       | 19' Bosse Larsson | Olympiastadion, Wrocław Toeschouwers: 45.000 Scheidsrechter: Vital Loraux (BEL) |

|                                                                     |                                                           |       |                 |                                                                                 |
| 5 juni Vriendschappelijk № 196 «onderlinge duels» 15:30 uur (UTC−3) | Brazilië                                                  | 4 – 1 | Polen           | Mineirão, Belo Horizonte Toeschouwers: 21.516 Scheidsrechter: Willie Syme (SCO) |
| 5 juni Vriendschappelijk № 196 «onderlinge duels» 15:30 uur (UTC−3) | Alcindo 21' Tostão 44', 52' Denílson Custódio Machado 65' |       | 38' Jan Liberda | Mineirão, Belo Horizonte Toeschouwers: 21.516 Scheidsrechter: Willie Syme (SCO) |

|                                                                     |                                           |       |                 |                                                                                     |
| 8 juni Vriendschappelijk № 197 «onderlinge duels» 22:30 uur (UTC−3) | Brazilië                                  | 2 – 1 | Polen           | Maracanã, Rio de Janeiro Toeschouwers: 109.380 Scheidsrechter: Archie Webster (SCO) |
| 8 juni Vriendschappelijk № 197 «onderlinge duels» 22:30 uur (UTC−3) | Wálter Machado da Silva 21' Garrincha 36' |       | 57' Jan Liberda | Maracanã, Rio de Janeiro Toeschouwers: 109.380 Scheidsrechter: Archie Webster (SCO) |

|                                                    |               |       |                 |                                                                                                |
| 11 juni Vriendschappelijk № 198 «onderlinge duels» | Argentinië    | 1 – 1 | Polen           | Estadio Monumental, Buenos Aires Toeschouwers: 35.000 Scheidsrechter: Roberto Goicoechea (ARG) |
| 11 juni Vriendschappelijk № 198 «onderlinge duels» | Oscar Más 10' |       | 49' Jan Liberda | Estadio Monumental, Buenos Aires Toeschouwers: 35.000 Scheidsrechter: Roberto Goicoechea (ARG) |

|                                                                     |       |                |          |                                                                                |
| 5 juli Vriendschappelijk № 199 «onderlinge duels» 18:00 uur (UTC+1) | Polen | 0 – 1          | Engeland | Śląskistadion, Chorzów Toeschouwers: 93.000 Scheidsrechter: István Zsolt (HUN) |
| 5 juli Vriendschappelijk № 199 «onderlinge duels» 18:00 uur (UTC+1) |       | 13' Roger Hunt |          | Śląskistadion, Chorzów Toeschouwers: 93.000 Scheidsrechter: István Zsolt (HUN) |

|                                                                           |                                            |       |       |                                                                                           |
| 11 september Vriendschappelijk № 200 «onderlinge duels» 16:00 uur (UTC+1) | DDR                                        | 2 – 0 | Polen | Georgij-Dimitroff-Stadion, Erfurt Toeschouwers: 30.000 Scheidsrechter: Iosif Ritter (ROU) |
| 11 september Vriendschappelijk № 200 «onderlinge duels» 16:00 uur (UTC+1) | Dieter Erler 53' Gerhard Körner 71' (pen.) |       |       | Georgij-Dimitroff-Stadion, Erfurt Toeschouwers: 30.000 Scheidsrechter: Iosif Ritter (ROU) |

|                                                                           |                                                                             |       |           |                                                                                   |
| 2 oktober EK 1968 kwalificatie № 201 «onderlinge duels» 12:00 uur (UTC+1) | Polen                                                                       | 4 – 0 | Luxemburg | Stadion Miejski, Szczecin Toeschouwers: 10.840 Scheidsrechter: Erwin Vetter (DDR) |
| 2 oktober EK 1968 kwalificatie № 201 «onderlinge duels» 12:00 uur (UTC+1) | Andrzej Jarosik 49' Jan Liberda 54' Ryszard Grzegorczyk 73' Jerzy Sadek 88' |       |           | Stadion Miejski, Szczecin Toeschouwers: 10.840 Scheidsrechter: Erwin Vetter (DDR) |

|                                                                            |                                      |       |                         |                                                                                         |
| 22 oktober EK 1968 kwalificatie № 202 «onderlinge duels» 15:00 uur (UTC+1) | Frankrijk                            | 2 – 1 | Polen                   | Parc des Princes, Parijs Toeschouwers: 23.524 Scheidsrechter: Gerhard Schulenburg (FRG) |
| 22 oktober EK 1968 kwalificatie № 202 «onderlinge duels» 15:00 uur (UTC+1) | Fleury Di Nallo 26' Georges Lech 85' |       | 61' Ryszard Grzegorczyk | Parc des Princes, Parijs Toeschouwers: 23.524 Scheidsrechter: Gerhard Schulenburg (FRG) |

|                                                                          |                                                                                |       |                                                               |                                                                                    |
| 17 november Vriendschappelijk № 203 «onderlinge duels» 14:30 uur (UTC+2) | Roemenië                                                                       | 4 – 3 | Polen                                                         | Stadionul Petrolul, Ploiești Toeschouwers: 8.000 Scheidsrechter: Roger Barde (FRA) |
| 17 november Vriendschappelijk № 203 «onderlinge duels» 14:30 uur (UTC+2) | Henryk Brejza 16' (e.d.) Vasile Gergely 28' Constantin Frăţilă 59' Dan Coe 84' |       | 61' Andrzej Jarosik 73' Józef Gałeczka 80' Roman Strzałkowski | Stadionul Petrolul, Ploiești Toeschouwers: 8.000 Scheidsrechter: Roger Barde (FRA) |

|                                                                         |        |       |       |                                                                                                  |
| 3 december Vriendschappelijk № 204 «onderlinge duels» 14:00 uur (UTC+2) | Israël | 0 – 0 | Polen | Bloomfieldstadion, Tel Aviv Toeschouwers: 18.000 Scheidsrechter: Aleksandros Monastiriotis (GRE) |
| 3 december Vriendschappelijk № 204 «onderlinge duels» 14:00 uur (UTC+2) |        |       |       | Bloomfieldstadion, Tel Aviv Toeschouwers: 18.000 Scheidsrechter: Aleksandros Monastiriotis (GRE) |

### 1967
|                                                                          |           |       |       |                                                                                    |
| 16 april EK 1968 kwalificatie № 205 «onderlinge duels» 16:00 uur (UTC+1) | Luxemburg | 0 – 0 | Polen | Stade Municipal, Luxemburg Toeschouwers: 7.229 Scheidsrechter: Einer Poulsen (DEN) |
| 16 april EK 1968 kwalificatie № 205 «onderlinge duels» 16:00 uur (UTC+1) |           |       |       | Stade Municipal, Luxemburg Toeschouwers: 7.229 Scheidsrechter: Einer Poulsen (DEN) |

|                                                                        |                                                     |       |                   |                                                                               |
| 21 mei EK 1968 kwalificatie № 206 «onderlinge duels» 12:00 uur (UTC+1) | Polen                                               | 3 – 1 | België            | Śląskistadion, Chorzów Toeschouwers: 57.050 Scheidsrechter: Toimi Olkku (FIN) |
| 21 mei EK 1968 kwalificatie № 206 «onderlinge duels» 12:00 uur (UTC+1) | Włodzimierz Lubański 28', 41' Zygfryd Szołtysik 72' |       | 52' Wilfried Puis | Śląskistadion, Chorzów Toeschouwers: 57.050 Scheidsrechter: Toimi Olkku (FIN) |

|                                                                                                |       |                     |             |                                                                                    |
| 28 juli Olympisch kwalificatietoernooi voetbal 1968 № 207 «onderlinge duels» 17:00 uur (UTC+1) | Polen | 0 – 1               | Sovjet-Unie | Stadion Olimpijski, Wrocław Toeschouwers: 50.000 Scheidsrechter: Bertil Lööw (SWE) |
| 28 juli Olympisch kwalificatietoernooi voetbal 1968 № 207 «onderlinge duels» 17:00 uur (UTC+1) |       | 59' Igor Tsjislenko |             | Stadion Olimpijski, Wrocław Toeschouwers: 50.000 Scheidsrechter: Bertil Lööw (SWE) |

|                                                                                                   |                                           |       |                                 |                                                                                      |
| 4 augustus Olympisch kwalificatietoernooi voetbal 1968 № 208 «onderlinge duels» 19:00 uur (UTC+3) | Sovjet-Unie                               | 2 – 1 | Polen                           | Centraal Leninstadion, Moskou Toeschouwers: 90.000 Scheidsrechter: Jack Taylor (ENG) |
| 4 augustus Olympisch kwalificatietoernooi voetbal 1968 № 208 «onderlinge duels» 19:00 uur (UTC+3) | Igor Tsjislenko 3' Anatoli Banişevski 59' |       | 64' (pen.) Włodzimierz Lubański | Centraal Leninstadion, Moskou Toeschouwers: 90.000 Scheidsrechter: Jack Taylor (ENG) |

|                                                                              |                     |       |                                                          |                                                                                                  |
| 17 september EK 1968 kwalificatie № 209 «onderlinge duels» 13:00 uur (UTC+1) | Polen               | 1 – 4 | Frankrijk                                                | Stadion Dziesięciolecia, Warschau Toeschouwers: 51.010 Scheidsrechter: Ferdinand Marschall (AUT) |
| 17 september EK 1968 kwalificatie № 209 «onderlinge duels» 13:00 uur (UTC+1) | Lucjan Brychczy 26' |       | 13' Robert Herbin 34', 85' Fleury Di Nallo 63' André Guy | Stadion Dziesięciolecia, Warschau Toeschouwers: 51.010 Scheidsrechter: Ferdinand Marschall (AUT) |

|                                                                           |                          |       |                                                    |                                                                                    |
| 8 oktober EK 1968 kwalificatie № 210 «onderlinge duels» 15:00 uur (UTC+1) | België                   | 2 – 4 | Polen                                              | Heizelstadion, Brussel Toeschouwers: 35.897 Scheidsrechter: Juan Gardeazábal (ESP) |
| 8 oktober EK 1968 kwalificatie № 210 «onderlinge duels» 15:00 uur (UTC+1) | Johan De Vrindt 15', 35' |       | 26', 52', 70' Janusz Żmijewski 45' Lucjan Brychczy | Heizelstadion, Brussel Toeschouwers: 35.897 Scheidsrechter: Juan Gardeazábal (ESP) |

|                                                                         |       |       |          |                                                                                |
| 29 oktober Vriendschappelijk № 183 «onderlinge duels» 12:30 uur (UTC+1) | Polen | 0 – 0 | Roemenië | Stadion Wisły, Krakau Toeschouwers: 32.000 Scheidsrechter: Tibor Wottava (HUN) |
| 29 oktober Vriendschappelijk № 183 «onderlinge duels» 12:30 uur (UTC+1) |       |       |          | Stadion Wisły, Krakau Toeschouwers: 32.000 Scheidsrechter: Tibor Wottava (HUN) |

### 1968
|                                                                       | |       |         |                                                                                 |
| 24 april Vriendschappelijk № 212 «onderlinge duels» 17:00 uur (UTC+1) | Polen | 8 – 0 | Turkije | Śląskistadion, Chorzów Toeschouwers: 17.000 Scheidsrechter: Günter Männig (DDR) |
| 24 april Vriendschappelijk № 212 «onderlinge duels» 17:00 uur (UTC+1) | Eugeniusz Faber 5', 55', 63' Włodzimierz Lubański 10', 46' Bronisław Bula 62' Włodzimierz Lubański 75' Janusz Żmijewski 89' |       |         | Śląskistadion, Chorzów Toeschouwers: 17.000 Scheidsrechter: Günter Männig (DDR) |

|                                                                    |       |       |           |                                                                                            |
| 1 mei Vriendschappelijk № 213 «onderlinge duels» 17:30 uur (UTC+1) | Polen | 0 – 0 | Nederland | Wojska Polskiegostadion, Warschau Toeschouwers: 22.000 Scheidsrechter: René Vigliani (FRA) |
| 1 mei Vriendschappelijk № 213 «onderlinge duels» 17:30 uur (UTC+1) |       |       |           | Wojska Polskiegostadion, Warschau Toeschouwers: 22.000 Scheidsrechter: René Vigliani (FRA) |

|                                                                     |                                 |       |                                                    |                                                                                 |
| 15 mei Vriendschappelijk № 214 «onderlinge duels» 20:00 uur (UTC+1) | Ierland                         | 2 – 2 | Polen                                              | Dalymount Park, Dublin Toeschouwers: 25.000 Scheidsrechter: Eric Jennings (ENG) |
| 15 mei Vriendschappelijk № 214 «onderlinge duels» 20:00 uur (UTC+1) | John Dempsey 51' Alfie Hale 86' |       | 5' (pen.) Włodzimierz Lubański 24' Andrzej Jarosik | Dalymount Park, Dublin Toeschouwers: 25.000 Scheidsrechter: Eric Jennings (ENG) |

|                                                                     |                  |       |                                                                                  |                                                                                |
| 9 juni Vriendschappelijk № 215 «onderlinge duels» 18:30 uur (UTC+1) | Noorwegen        | 1 – 6 | Polen                                                                            | Ullevaalstadion, Oslo Toeschouwers: 17.173 Scheidsrechter: Einar Boström (SWe) |
| 9 juni Vriendschappelijk № 215 «onderlinge duels» 18:30 uur (UTC+1) | Harald Sunde 41' |       | 14', 71' Janusz Żmijewski 21', 38', 55' Andrzej Jarosik 77' Włodzimierz Lubański | Ullevaalstadion, Oslo Toeschouwers: 17.173 Scheidsrechter: Einar Boström (SWe) |

|                                                                      |                                                        |       |                                                                                       |                                                                                              |
| 20 juni Vriendschappelijk № 216 «onderlinge duels» 18:00 uur (UTC+1) | Polen                                                  | 3 – 6 | Brazilië                                                                              | Stadion Dziesięciolecia, Warschau Toeschouwers: 70.000 Scheidsrechter: Sergey Arkhipov (URS) |
| 20 juni Vriendschappelijk № 216 «onderlinge duels» 18:00 uur (UTC+1) | Bernard Blaut 14' Jerzy Sadek 26' Janusz Żmijewski 70' |       | 12' Natal de Carvalho Baroni 29', 88' Roberto Rivellino 48' Tostão 59', 68' Jairzinho | Stadion Dziesięciolecia, Warschau Toeschouwers: 70.000 Scheidsrechter: Sergey Arkhipov (URS) |

|                                                                         |                    |       |                  |                                                                                     |
| 20 oktober Vriendschappelijk № 217 «onderlinge duels» 12:00 uur (UTC+1) | Polen              | 1 – 1 | DDR              | Stadion Miejski, Szczecin Toeschouwers: 30.000 Scheidsrechter: Taisto Enckell (FIN) |
| 20 oktober Vriendschappelijk № 217 «onderlinge duels» 12:00 uur (UTC+1) | Robert Gadocha 12' |       | 49' Wolfram Löwe | Stadion Miejski, Szczecin Toeschouwers: 30.000 Scheidsrechter: Taisto Enckell (FIN) |

|                                                                         |                         |       |         |                                                                              |
| 30 oktober Vriendschappelijk № 218 «onderlinge duels» 17:15 uur (UTC+1) | Polen                   | 1 – 0 | Ierland | Śląskistadion, Chorzów Toeschouwers: 18.000 Scheidsrechter: Bo Nilsson (SWE) |
| 30 oktober Vriendschappelijk № 218 «onderlinge duels» 17:15 uur (UTC+1) | łodzimierz Lubański 61' |       |         | Śląskistadion, Chorzów Toeschouwers: 18.000 Scheidsrechter: Bo Nilsson (SWE) |

|                                                        |                       |       |       | |
| 17 december Vriendschappelijk № 219 «onderlinge duels» | Argentinië            | 1 – 0 | Polen | Estadio General San Martín, Mar del Plata Toeschouwers: 6.000 Scheidsrechter: Guillermo Nimo (ARG) |
| 17 december Vriendschappelijk № 219 «onderlinge duels» | Raúl Savoy 36' (pen.) |       |       | Estadio General San Martín, Mar del Plata Toeschouwers: 6.000 Scheidsrechter: Guillermo Nimo (ARG) |

### 1969
|                                                                          |                                                                                             |       |                   |                                                                                 |
| 20 april WK 1970 kwalificatie № 220 «onderlinge duels» 12:00 uur (UTC+1) | Polen                                                                                       | 8 – 1 | Luxemburg         | Stadion Miejski, Krakau Toeschouwers: 28.327 Scheidsrechter: Kåre Sirevåg (NOR) |
| 20 april WK 1970 kwalificatie № 220 «onderlinge duels» 12:00 uur (UTC+1) | Włodzimierz Lubański 9', 20', 36', 82' (pen.), 86' Kazimierz Deyna 53', 58' Jerzy Wilim 64' |       | 68' Johny Léonard | Stadion Miejski, Krakau Toeschouwers: 28.327 Scheidsrechter: Kåre Sirevåg (NOR) |

|                                                                           |                         |       |                                               |                                                                                       |
| 30 september Vriendschappelijk № 221 «onderlinge duels» 19:00 uur (UTC+2) | Turkije                 | 1 – 3 | Polen                                         | Ankara 19 Mayısstadion, Ankara Toeschouwers: 35.006 Scheidsrechter: Gocho Rusev (BUL) |
| 30 september Vriendschappelijk № 221 «onderlinge duels» 19:00 uur (UTC+2) | Ergün Acuner 84' (pen.) |       | 11' Włodzimierz Lubański 22', 61' Jerzy Wilim | Ankara 19 Mayısstadion, Ankara Toeschouwers: 35.006 Scheidsrechter: Gocho Rusev (BUL) |

|                                                                       |                     |       |       |                                                                            |
| 7 mei WK 1970 kwalificatie № 222 «onderlinge duels» 20:30 uur (UTC+1) | Nederland           | 1 – 0 | Polen | De Kuip, Rotterdam Toeschouwers: 43.658 Scheidsrechter: Kevin Howley (ENG) |
| 7 mei WK 1970 kwalificatie № 222 «onderlinge duels» 20:30 uur (UTC+1) | Sjaak Roggeveen 89' |       |       | De Kuip, Rotterdam Toeschouwers: 43.658 Scheidsrechter: Kevin Howley (ENG) |

|                                                                         |                                                                                 |       |                     |                                                                                                 |
| 15 juni WK 1970 kwalificatie № 223 «onderlinge duels» 18:00 uur (UTC+2) | Bulgarije                                                                       | 4 – 1 | Polen               | Vasil Levski Nationaal Stadion, Sofia Toeschouwers: 38.313 Scheidsrechter: János Biróczky (HUN) |
| 15 juni WK 1970 kwalificatie № 223 «onderlinge duels» 18:00 uur (UTC+2) | Hristo Bonev 23' Dinko Dermendzhiev 24' Dimitar Penev 73' Georgi Asparukhov 88' |       | 27' Kazimierz Deyna | Vasil Levski Nationaal Stadion, Sofia Toeschouwers: 38.313 Scheidsrechter: János Biróczky (HUN) |

|                                                                          |                                                                                             |       |                 |                                                                           |
| 27 augustus Vriendschappelijk № 224 «onderlinge duels» 16:30 uur (UTC+1) | Polen                                                                                       | 6 – 1 | Noorwegen       | Stadion ŁKS, Łódź Toeschouwers: 26.000 Scheidsrechter: Franz Wöhrer (AUT) |
| 27 augustus Vriendschappelijk № 224 «onderlinge duels» 16:30 uur (UTC+1) | Włodzimierz Lubański 10', 37' Joachim Marx 25', 90' Kazimierz Deyna 26' Lucjan Brychczy 36' |       | 40' Odd Iversen | Stadion ŁKS, Łódź Toeschouwers: 26.000 Scheidsrechter: Franz Wöhrer (AUT) |

|                                                                             |                                              |       |               |                                                                               |
| 7 september WK 1970 kwalificatie № 225 «onderlinge duels» 16:00 uur (UTC+1) | Polen                                        | 2 – 1 | Nederland     | Śląskistadion, Chorzów Toeschouwers: 70.220 Scheidsrechter: Ivan Placek (TCH) |
| 7 september WK 1970 kwalificatie № 225 «onderlinge duels» 16:00 uur (UTC+1) | Andrzej Jarosik 56' Włodzimierz Lubański 67' |       | 20' Henk Wery | Śląskistadion, Chorzów Toeschouwers: 70.220 Scheidsrechter: Ivan Placek (TCH) |

|                                                                            |                   |       |                                                                                                 |                                                                                              |
| 12 oktober WK 1970 kwalificatie № 226 «onderlinge duels» 15:00 uur (UTC+1) | Luxemburg         | 1 – 5 | Polen                                                                                           | Stade Municipal, Luxemburg Toeschouwers: 5.431 Scheidsrechter: Antonio Camacho Jiménez (ESP) |
| 12 oktober WK 1970 kwalificatie № 226 «onderlinge duels» 15:00 uur (UTC+1) | Josy Kirchens 37' |       | 49', 67' Kazimierz Deyna 54' (pen.) Andrzej Jarosik 58' Bronisław Bula 61' Włodzimierz Lubański | Stade Municipal, Luxemburg Toeschouwers: 5.431 Scheidsrechter: Antonio Camacho Jiménez (ESP) |

|                                                                            |                                              |       |           |                                                                                               |
| 9 november WK 1970 kwalificatie № 227 «onderlinge duels» 12:00 uur (UTC+1) | Polen                                        | 3 – 0 | Bulgarije | Stadion Dziesięciolecia, Warschau Toeschouwers: 61.278 Scheidsrechter: Andrei Rădulescu (ROU) |
| 9 november WK 1970 kwalificatie № 227 «onderlinge duels» 12:00 uur (UTC+1) | Andrzej Jarosik 18', 66' Kazimierz Deyna 75' |       |           | Stadion Dziesięciolecia, Warschau Toeschouwers: 61.278 Scheidsrechter: Andrei Rădulescu (ROU) |

UEFA: Albanië · België · Bulgarije · Cyprus · Denemarken · West-Duitsland · Duitse Democratische Republiek · Engeland · Finland · Frankrijk · Griekenland · Hongarije · Ierland · IJsland · Italië · Joegoslavië · Luxemburg · Malta · Nederland · Noord-Ierland · Noorwegen · Oostenrijk · Polen · Portugal · Roemenië · Schotland · Sovjet-Unie · Spanje · Tsjecho-Slowakije · Turkije · Wales · Zweden · Zwitserland

CAF: Madagaskar AFC: Israël

Poolse voetbalbond · A-internationals · Selecties · Statistieken · Pools vrouwenelftal · Olympisch elftal · Polen U21 · Polen U20 · Polen U19 · Polen U18 · Polen U17 · Polen U16
1921 – 1929 ·
1930 – 1939 ·
1940 – 1949 ·
1950 – 1959 ·
1960 – 1969 ·
1970 – 1979 ·
1980 – 1989 ·
1990 – 1999 ·
2000 – 2009 ·
2010 – 2019 ·
2020 – 2029
EK 2008 · 
EK 2012 · 
EK 2016 · 
EK 2020
WK 1938 ·
WK 1974 ·
WK 1978 ·
WK 1982 ·
WK 1986 ·
WK 2002 ·
WK 2006 ·
WK 2018
OS 1924 ·
OS 1936 ·
OS 1972 ·
OS 1976 ·
OS 1992
1921 · 
1922 · 
1923 · 
1924 · 
1925 · 
1926 · 
1927 · 
1928 · 
1929 · 
1930 · 
1931 · 
1932 · 
1933 · 
1934 · 
1935 · 
1936 · 
1937 · 
1938 · 
1939 · 
1940–1946 · 
1947 · 
1948 · 
1949 · 
1950 · 
1951 · 
1952 · 
1953 · 
1954 · 
1955 · 
1956 · 
1957 · 
1958 · 
1959 · 
1960 · 
1961 · 
1962 · 
1963 · 
1964 · 
1965 · 
1966 · 
1967 · 
1968 · 
1969 · 
1970 · 
1971 · 
1972 · 
1973 · 
1974 · 
1975 · 
1976 · 
1977 · 
1978 · 
1979 · 
1980 · 
1981 · 
1982 · 
1983 · 
1984 · 
1985 · 
1986 · 
1987 · 
1988 · 
1989 · 
1990 · 
1991 · 
1992 · 
1993 · 
1994 · 
1995 · 
1996 · 
1997 · 
1998 · 
1999 · 
2000 · 
2001 · 
2002 · 
2003 · 
2004 · 
2005 · 
2006 · 
2007 · 
2008 · 
2009 · 
2010 · 
2011 · 
2012 · 
2013 · 
2014 ·
2015 ·
2016 ·
2017 ·
2018 ·
2019 ·
2020 ·
2021
Albanië ·
Algerije ·
Andorra ·
Argentinië ·
Armenië ·
Australië ·
Azerbeidzjan ·
België ·
Bolivia ·
Bosnië en Herzegovina ·
Brazilië ·
Bulgarije ·
Canada ·
Chili ·
China ·
Colombia ·
Costa Rica ·
Cyprus ·
DDR ·
Denemarken ·
Duitsland ·
Ecuador ·
Egypte ·
Engeland ·
Estland ·
Faeröer · 
Finland ·
Frankrijk ·
Georgië ·
Gibraltar ·
Griekenland ·
Guatemala ·
Haïti ·
Hongarije ·
Ierland ·
India ·
Irak ·
Iran ·
Israël ·
Italië ·
Ivoorkust ·
IJsland ·
Japan ·
Joegoslavië ·
Kameroen ·
Kazachstan ·
Koeweit ·
Kroatië ·
Letland ·
Libië ·
Liechtenstein ·
Litouwen ·
Luxemburg ·
Marokko ·
Malta ·
Mexico ·
Moldavië ·
Montenegro ·
Nederland ·
Nieuw-Zeeland ·
Nigeria ·
Noord-Ierland ·
Noord-Korea ·
Noord-Macedonië ·
Noorwegen ·
Oekraïne ·
Oostenrijk ·
Peru ·
Portugal ·
Roemenië ·
Rusland ·
San Marino ·
Saoedi-Arabië · 
Schotland ·
Senegal ·
Servië ·
Servië en Montenegro · 
Singapore ·
Slovenië ·
Slowakije ·
Sovjet-Unie ·
Spanje ·
Thailand · 
Tsjechië ·
Tsjecho-Slowakije ·
Tunesië ·
Turkije ·
Uruguay ·
Verenigde Arabische Emiraten ·
Verenigde Staten ·
Wales ·
Wit-Rusland ·
Zuid-Afrika ·
Zuid-Korea ·
Zweden ·
Zwitserland
België (1982) ·
Colombia (2018) ·
Costa Rica (2006) ·
Duitsland (2006) ·
Duitsland (2008) ·
Duitsland (2016) ·
Ecuador (2006) ·
Frankrijk (1982) ·
Frankrijk (2022) ·
Griekenland (2012) ·
Italië (1982, 1) ·
Italië (1982, 2) ·
Japan (2018) ·
Kameroen (1982) ·
Kroatië (2008) ·
Noord-Ierland (2016) ·
Oostenrijk (2008) ·
Peru (1982) ·
Rusland (2012) ·
Senegal (2018) ·
Slowakije (2021) ·
Sovjet-Unie (1982) ·
Spanje (2021) ·
Tsjechië (2012) ·
Zweden (2021)